# Metropolitana di Jaipur
La metropolitana di Jaipur è la metropolitana che serve la città indiana di Jaipur.

## Storia
Il primo tratto della metropolitana, comprendente nove stazioni, venne aperto all'esercizio il 3 giugno 2015.